# 克利夫·巴克
克利福德·“克利夫”·尤金·巴克（英語：Clifford "Cliff" Eugene Barker，1921年1月15日—1998年3月17日），美国篮球运动员，曾代表美国参加1948年夏季奥运会男子篮球比赛，并获得金牌。他还为肯塔基大学获得两次NCAA冠军。 

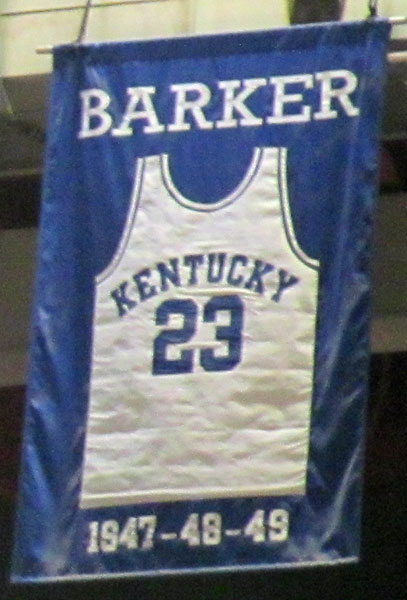
悬挂在鲁普竞技场的纪念巴克的球衣